# Dımbazlar
Dımbazlar ist ein Dorf im Landkreis Buldan der türkischen Provinz Denizli. Dımbazlar liegt etwa 54 km nordwestlich der Provinzhauptstadt Denizli und 14 km nördlich von Buldan. Dımbazlar hatte laut der letzten Volkszählung 239 Einwohner (Stand Ende Dezember 2010).